# Kriki
Kriki (* 1950 in Lamstedt; eigentlich Christian Groß) ist ein deutscher Cartoonist und Objektkünstler.

## Leben
Krikis wichtigstes künstlerisches Mittel ist die Collage und die Verfremdung und Ironisierung von Gebrauchskunst vor allem aus der ersten Hälfte des 20. Jahrhunderts. Er findet die Materialien für seine Collagen unter anderem in „alten Lexika, in wissenschaftlichen Veröffentlichungen, Schulbüchern, zoologischen und botanischen Lehrbüchern, im Knigge“, ähnlich wie bereits Max Ernst, John Heartfield oder Ror Wolf. Kriki zeichnete bereits (ab 1980) für die Satirezeitschrift pardon, heute liefert er anderem regelmäßig Beiträge für taz, Eulenspiegel, Rappelkopf und zitty. In den 1980er Jahren war er einer der Gründer des Berliner Comicladens Grober Unfug, der immer noch existiert. Er lebt seit 1967 in Berlin-Kreuzberg.

## Ausstellungen (Auswahl)
- Suspekte Objekte. Caricatura Kassel, 18. Februar bis 16. April 2023.

## Werke
- (Als Christian Groß:) Der Berg ruft, Rasch und Röhring 1986, ISBN 3-89136-099-1.
- (Als Christian Groß:) Sei kein Frosch. Was Prinzessinnen über Frösche wissen müssen, Rasch und Röhring 1990, ISBN 3-89136-209-9.
- In der Klinik für komisch Kranke, Weißer Stein 1993, ISBN 3-928681-18-4.
- Das Schlimmste ist der Juckreiz!, Lappan 1994 (und Droemer Knaur 1997), ISBN 3-426-73031-6.
- Durchs wilde Kopistan, 2000. Zweitausendeins 2000, ISBN 978-0-00-000000-2.
- Im Reich der Schnitte, Edition Nautilus 2001, ISBN 3-89401-384-2.
- Suspekte Objekte. Im Eigenverlag 2023, 48 S., keine ISBN.

## Nachweise
1. ↑  Kreuzberger Chronik: Christian Groß - Sie lesen das Original! aus Berlin-Kreuzberg. Abgerufen am 12. März 2023.

| Personendaten    | Personendaten                     |
| ---------------- | --------------------------------- |
| NAME             | Kriki                             |
| ALTERNATIVNAMEN  | Groß, Christian (wirklicher Name) |
| KURZBESCHREIBUNG | deutscher Cartoonist              |
| GEBURTSDATUM     | 1950                              |
| GEBURTSORT       | Lamstedt                          |